# Урођени варичела синдром
Урођени варичела синдром изузетно је редак поремећај у коме оболела новорођенчад имају карактеристичне абнормалности (урођене аномалије) при рођењу због инфекције мајке варичела зостер вирусом у раном периоду трудноће (до 20 недеља гестације).
Погођена новорођенчад могу имати ниску порођајну тежину и карактеристичне абнормалности коже удова (руке, ноге, шаке и/или стопала) мозга, очију и/или, у ретким случајевима и других делова тела. Обим и озбиљност повезаних симптома и физичких налаза могу значајно да варирају од случаја до случаја у зависности од тога када се инфекција вирусом варичела зостер код мајке догодила током феталног развоја.
Ако трудница оболи од варичеле болест се може лечити оралним антивирусним лекове да би се убрзао опоравак. Лек је најефикаснији када се даје у року од 24 сата од појаве осипа. Ако новорођенче оболи од варичеле током трудноће,  беба би могла бити лечена  имуноглобулинима убрзо након рођења како би се спречиио урођени варичела синдром. Ако беба добије варичелу у прве две недеље живота, могу јој се дати и антивирусни лекови.

## Епидемиологија
Урођени варичела синдром је изузетно редак поремећај за који се сматра да погађа мушку и женску новорођенчад у једнаком броју.
Симптоми и физичке карактеристике повезане са поремећајем су очигледне при рођењу.
Учесталост урођеног варичела синдрома је око 1-7 случајева на 10.000 трудноћа.
Ако се урођени варичела синдром развије у последњим данима пре порођаја, или у року од дан или два након порочаја, постоји ризик од урођене варичеле која може бити тешка, па чак и опасна по живот.

## Етиологија
Урођени варичела синдром изузетно је редак поремећај у коме оболела одојчад показују карактеристичне абнормалности при рођењу због инфекције мајке варичелом (варичела зостером мајке) рано током трудноће.
Варичела зостер вирус (ВЗВ) је један од неколико вируса који припадају породици херпесвируса. Почетна изложеност осетљиве особе вирусу (преко дисања или директног контакта са везикуларном течношћу оболелих особа) обично доводи до варичеле, веома заразне болести. Иако већина појединаца оболи од овчијих богиња током детињства, они који то не оболе остаће сумњиви на поремећај током одраслог доба.
Ако се жена која није имала овај поремећај зарази варичелом током трудноће, могуће је да се фетус у развоју такође зарази. У отприлике два процента таквих случајева, изложеност фетуса вирусу током првих 20 недеља трудноће (нарочито током шесте до 20. недеље гестације) може довести до урођеног варичела синдрома. 
Према истраживачима, када се инфекција ВЗВ јави касније током трудноће (средином другог или трећег тромесечја), одбрамбени механизми фетуса у развоју на инфекцију (имунолошки систем фетуса) могу бити у стању да подигну одговор на инвазију организма, што обично резултује доброчудним (бенигним) током. Међутим, када се инфекција ВЗВ јави рано током феталног развоја, незрели имуни систем фетуса можда неће бити у стању да се бори против вируса који напада, што може довести до урођеног варичела синдрома.
Многи истраживачи верују да су симптоми и знаци урођеног варичела синдрома последица оштећења нервног система током раног феталног развоја. Вирус варичеле зостер напада феталне нерве (нпр оптичко стабло, вратну врпцу, лумбосакралну врпцу) што доводи до смањеног развоја нервног система и/или оштећеног провођења нервних сигнала (денервација) до одређених ткива (нпр  у очима, екстремитетима, итд.). Ово оштећење доводи до многих абнормалности повезаних са поремећајем. Иако није у потпуности схваћено зашто се чини да су одређене области тела посебно погођене феталном ВЗВ инфекцијом, истраживачи спекулишу да вирус може утицати на она ткива која пролазе кроз брзи развој, као што су оне области фетуса у развоју које се разликују од оних у екстремитететима (пупољци удова).

## Клиничка слика
Клиничку слику урођеног варичела синдромкара ктеришу:
Ниска порођајна тежина
Синдром прати кашњења раста који се јавља  током развоја фетуса (интраутерино успоравање раста), што резултује код већине погођених новорођенчади абнормално малом порођајном тежином.
Промене на кожи
Карактеристичне промене на  кожи руку, ногу, шака и/или стопала (екстремитета) које се манифестују у виду ожиљног ткива (цикатрикса) које је задебљано и обрасло (хипертрофично). Такви ожиљци се могу појавити у карактеристичном „цик-цак“ узорку, а околна кожа може бити абнормално отврднута (индурирана) и изгледати црвено и упаљено (еритем). У већини случајева, ожиљци се јављају на једној или више руку и/или ногу. 
Захваћене руке и/или ноге и/или прсти на рукама или ногама такође могу бити деформисани, неразвијени (хипопластични).
Промене на мозгу
Нека новорођенчад са урођеним варичела синдромом могу имати оштећење мозга и/или других делова централног нервног система. Мала глава (микроцефалија) или неконтролисани електрични поремећаји у мозгу (напади) су међу симптомима који се понекад срећу. У неким случајевима, цереброспинална течност се може акумулирати у шупљим просторима мозга (вентрикула) што доводи до повећања главе (хидроцефалус). 
Може бити присутна кашњења у развоју укључујући различите степене менталне ретардације.
У неким случајевима, захваћена новорођенчад може имати Хорнеров синдром, стање које је резултат оштећења или абнормалности нервних влакана (симпатичких нервних влакана) која пролазе од кичмене мождине до одређених подручја лица, очију и очних капака. Повезани симптоми, који утичу на једну страну лица, могу укључивати „утонуће“ очне јабучице, спуштање горњег капка (птоза), подигнути доњи капак, абнормално сужење  зенице, црвенило и одсуство знојења (анхидроза) на захваћеној страни лица. 
Поред тога, у неким случајевима, због оштећења симпатичких нервних влакана која прелазе у карлични део, захваћена новорођенчад може доживети оштећење функционисања одређених трака мишићних влакана (сфинктера) који помажу да се обезбеди правилан пролаз фецеса (дисфункција аналног сфинктера) и урина. (уретрални сфинктер). Као резултат тога, погођена деца могу искусити немогућност добровољног задржавања измета у ректуму (фекална инконтиненција), као и невољно, неконтролисано мокрење (уринарна инконтиненција).
Промене у очима
Могу бити присутне и карактеристичне абнормалности очију. То може укључивати:
- абнормално мало око (унилатерална или билатерална микрофталмија),
- aбнормално замућење очних сочива (катаракта)
- и/или невољни, брзи, бочни покрети очију (пендуларни нистагмус).

Поред тога, мембрана богата нервима која облаже унутрашњост задњег дела очију (мрежњаче) и танак мембрански слој крвних судова иза мрежњаче (хороидее) могу показати упалу (хориоретинитис) што може довести до ожиљака (хориоретинални ожиљци). Такве инфламаторне промене и хориоретинални ожиљци могу, заузврат, довести до замућеног вида и абнормалне осетљивости на светлост (фотофобија).
Промене у другим деловима тела
Деца са урођеним варичела синдромом могу имати повећану осетљивост на инфекцију, нпр хрпес зостер у прве две године живота, који настаје као резултат реактивације вируса варичела зостер који је остао неактиван у одређеним нервним ткивима.

## Дијагноза
Дијагноза урођеног варичела синдрома обично се поставља потврдом инфекције варичела зостер вирусом мајке рано током трудноће и присуством одређених карактеристичних симптома и физичких налаза код фетуса или новорођенчета у развоју.
У неким случајевима, пренаталне ултразвучне студије могу открити карактеристичне малформације удова, краниофацијалне абнормалности и/или друге карактеристичне налазе који упућују на поремећај.
У другим случајевима, узорак течности који окружује фетус у развоју (амниоцентеза) и/или узорак ткива из дела плаценте (узимање узорака хорионских ресица) може се проучавати да би се потврдила инфекција вирусом варичела зостера (ВЗВ).  
Неколико тестова се може користити за анализу течног дела крви (серума) за доказивање инфекције варичела зостер вирусом (серолошки тестови) код оболеле деце. На пример, серумски тестови могу открити присуство антитела (ИгГ, ВЗВ-специфични ИгМ) на вирус варичела зостер (ВЗВ) до неколико месеци или више након рођења.

## Диференцијална дијагноза
Симптоми следећих поремећаја који могу бити слични онима код урођеног варичела синдрома, од посебног су значаја за диференцијалну дијагнозу:
Неонаталне водене богиње карактерише инфекција варичела зостер (варичела) убрзо након рођења. У већини случајева, оболела одојчад испољава инфекцију варичелом зостером због инфекције мајке варичелама (варичела зостер код мајке) током последњих недеља или дана трудноће. 
У другим случајевима, урођени варичела синдром може настати услед изложености захваћеног детета вирусу убрзо након рођења. Због временског распона који се обично јавља између излагања вирусу и почетних симптома (период инкубације од приближно 10 до 14 дана), ако је мајка у почетку добила варичелу више од недељу дана пре порођаја, оболело новорођенче је можда добило антитела од мајке која помажу у борби против вируса (трансплацентално анти-ВЗВ антитело). Међутим, ако је интервал од ВЗВ инфекције мајке до рођења био краћи од недељу дана, новорођенче можда није добило заштитна антитела од мајке. У таквим случајевима, урођен варичела синдром  може довести до озбиљних симптома. 
Тoком прве године живота, варичела има  тенденцију да буду тешка болест. Симптоми који се обично повезују са варичелама укључују ниску температуру, безвољност, недостатак апетита (анорексија) и појаву осипа (пруритичног) који сврби. Осип се састоји од малих, црвених тачака које постају пликови испуњени течношћу, који се, заузврат, на крају суше, прекривају се и отпадају, потенцијално остављајући мале рупице на кожи. Новорођенчад са варичелом може бити под повећаним ризиком за озбиљније компликације које могу бити повезане са инфекцијом варичела зостером, као што је упала јетре (хепатитис), плућа (пнеумонија) и/или мозга (енцефалитис).
Херпес зостер,  је уобичајена инфекција узрокована реактивацијом вируса варичела зостер код особа које су раније имале варичелу. У већини случајева, када се појединци заразе вирусом варичела зостера (ВЗВ), они су имуни на будуће појаве варичела. Међутим, иако је већина вирусних организама уништена, неки преживе и остају неактивни (успавани) унутар одређених сензорних нерава (ганглија дорзалног корена). У неким случајевима, посебно код старијих особа и/или код оних који доживљавају смањење ефикасности имуног система, вирус ВЗВ се „реактивира“, што резултиује појавом херпес зостера. Стање, које је инфекција нерава који снабдевају (инервирају) одређене делове коже, у почетку изазива осетљивост на одређеним деловима коже, а затим бол. У року од неколико дана, на таквим местима се појављује осип, који се састоји од малих, црвених, подигнутих тачака које убрзо постају пликови. Пликови се затим осуше, прекрију се и отпадају, потенцијално остављајући мале рупице на кожи. Осип, који обично погађа једну страну тела, може се појавити на кожи преко ребара, врата, доњег дела тела или у неким случајевима, горње половине лица, потенцијално захватајући око (херпес зостер офталмицус). Кожа капака и/или само око могу бити захваћени, што може довести до упале одређених области ока (увеитис) и/или улцерације провидног дела ока кроз који пролази светлост (рожњача). У неким случајевима, погођени појединци могу наставити да доживљавају бол након инфекције херпес зостером због оштећења нерва које је резултат овог стања. 
Могу постојати и други поремећаји у којима погођена новорођенчад могу имати абнормалности при рођењу (урођене) сличне онима које се јављају у вези са урођеним варичела синдромом због излагања мајке одређеним заразним болестима или изложености лековима током трудноће. 

## Терапија

### Стандардна терапија
Лечење урођеног варичела синдрома  усмерено је на специфичне симптоме који су очигледни код сваког појединца. Лечење може захтевати координиране напоре тима специјалиста. Педијатри, специјалисти за инфективне болести, неуролози, специјалисти за очи (офталмолози), хирурзи, физиотерапеути и/или други здравствени радници можда ће морати мултидисциплинарно да припреме систематске и свеобухватне планове за лечење оболеле бебе.
Ако је трудница која није имуна изложена варичели, варичела зостер имуноглобулин (ВЗИГ) треба применити што је пре могуће након излагања. ВЗИГ је очигледно најефикаснији ако се користи у року од 72 часа од излагања. Међутим, неке студије показују да постоје користи за мајку и дете од примене ВЗИГ-а и до 10 дана након излагања инфекцији.
Новорођенчад заражених мајки треба дати ВЗИГ што је пре могуће након рођења. Чини се да такав третман смањује тежину неонаталне болести или, у неким случајевима, спречава неонаталну болест.

### Вакцинација
У многим случајевима, лекари могу препоручити да жене у репродуктивном добу које нису оболеле од варичела (серонегативне особе) буду имунизоване вакцином против варичеле како би се спречила појава инфекције варичела зостер вирусом током трудноће и на тај начин избегао потенцијални урођени варичела синдром. Пошто вакцина против варчеле садржи живе, ослабљене сојеве зостер вируса  (живи ослабљени вирус варичеле), вакцинација може, у неким ретким случајевима, довести до болести код одређених жена са ослабљеним имуним системом (нпр због болести примарне имунодефицијенције, лечења са имуносупресивима итд.).

## Превенција

### Примарна превенција
Документација о претходној инфекцији варичелом и статусу вакцинације код свих трудница приликом прве пренаталне посете лекару је обавезна.
Ако трудница није раније имала инфекцију или није вакцинисана, мора се урадити тестирање на ВЗВ ИгГ антитела да би се утврдио имунолошки статус мајке.
Код трудница са позитивним ИгГ, труднице се уверавају да ће ИгГ антитела заштитити бебу.
Код трудница са негативним ИгГ препоручује се саветовање у вези са ризицима од инфекције варичелом и едукација о мерама избегавања контакта са варичелом, јер је вакцинација против ВЗВ контраиндикована током трудноће.
Жене које су серонегативне треба да приме две дозе вакцине током постпарталног периода у размаку од 4 до 8 недеља без утицаја на дојење.
Жене се могу вакцинисати током периода пре зачећа, али им се саветује да избегавају зачеће месец дана након последње дозе вакцине.

### Секундарна превенција
Код трудница које су биле изложене варичели, пасивну имунизацију антителима на вирус варичеле зостер (ВЗВ ИгГ) треба применити након 72–96 сати као профилаксу након излагања. Није доказано да пасивна имунизација смањује виремију, па њена улога у превенцији синдрома конгениталне варичеле није добро утврђена. Тренутно је једина индикација за спречавање компликација код мајке од варичеле у трудноћи.